# Всемирная федерация спортивных студбуков
Всемирная федерация спортивных студбуков (англ. World Breeding Federation for Sport Horses, WBFSH) — организация, основной целью которой является статистика участия племенных лошадей в классических видах конного спорта, их ранжирование, на основании которого выводятся рейтинги лучших спортивных студбуков мира. Федерация является одним из основных источников информации для селекционеров в спортивном коневодстве.
Основана в 1988 году группой английских специалистов во главе с принцессой Анной.